# Zoran Tomčić
Zoran Tomčić (* 26. Februar 1970) ist ein ehemaliger kroatischer Fußballspieler.

## Karriere
Zoran Tomčić spielte beim kroatischen Verein HNK Segesta Sisak, bevor er 1996 zum VfL Wolfsburg in die 2. Bundesliga wechselte. Im ersten Jahr bei den Niedersachsen kam er auf 30 Spiele in der Liga. Hinzu kamen noch zwei Einsätze im DFB-Pokal. Somit gehörte er zum Wolfsburger Stammpersonal und man stieg am Ende der Saison in die Bundesliga auf. In der ersten Bundesliga-Saison Wolfsburgs kam er aber nur auf sieben Spiele. Zum Saisonwechsel schloss er sich für eine Saison dem KFC Uerdingen 05 in der 2. Bundesliga an. Dort erhielt er wieder deutlich mehr Spielzeit. Weitere Stationen in Deutschland waren die Regionalligisten Eisenhüttenstädter FC Stahl und SV Babelsberg 03, ehe er 2001 in sein Heimatland zurückging.